# Fernando dos Santos Pedro
Fernando dos Santos Pedro (Belo Horizonte, 1 maart 1999) is een Braziliaans voetballer die doorgaans als vleugelspeler speelt. Sinds januari 2025 speelt hij voor Red Bull Bragantino.

## Clubcarrière
Fernando debuteerde op 9 november 2017 voor Palmeiras in de Braziliaanse Série A tegen EC Vitória. In juni 2018 werd hij voor 5,5 miljoen euro verkocht aan het Oekraïense Sjachtar Donetsk. Op 25 juli 2018 debuteerde de Braziliaan in een competitieduel tegen Desna Tsjernihiv. Vier dagen later maakte hij zijn eerste competitietreffer tegen Arsenal Kiev.
Op 1 september 2019 werd bekend dat hij voor een jaar zou worden verhuurd aan Sporting Lissabon. Hij speelde geen enkele officiële wedstrijd voor het eerste elftal van de club. Hij kwam wel tot zes wedstrijden en één goal bij het tweede elftal. Op 19 januari 2020 werd zijn verhuurperiode vroegtijdig beëindigd en keerde hij terug naar Sjachtar Donetsk, waarna hij het de rest van het seizoen zou moeten doen met invalbeurten. In het seizoen 2021/22 presteerde hij vrij goed. In 14 wedstrijden was hij goed voor 8 doelpunten en 2 assists in alle competities. 
Door zijn goede prestaties besloot Red Bull Salzburg Fernando voor 6 miljoen euro binnen te halen in de zomer van 2022.  In zijn eerste wedstrijd voor de club was hij direct goed voor een doelpunt en assist in de met 3-0 gewonnen wedstrijd tegen Austria Wien.  Na 8 wedstrijden, waarin hij goed was voor 6 doelpunten en 4 assists, raakte hij geblesseerd. Hierna speelde hij nog één wedstrijd en raakte daarna opnieuw geblesseerd, ditmaal aan zijn bovenbeen. Hij zou het hele seizoen niet meer in actie komen. 
Ook in het seizoen 2023/24 werd hij geplaagd door blessures, van de 43 wedstrijden was hij er 27 geblesseerd en speelde slechts 14 wedstrijden. In dit seizoen kwam hij tot 6 doelpunten en 3 assists.
In het seizoen 2024/25 speelde hij geen enkele wedstrijd. Op 5 januari 2025 werd bekend dat hij terugging naar Brazilië, naar Red Bull Bragantino. Hier tekende hij een contract tot 31 december 2027.

## Interlandcarrière
In 2018 debuteerde Fernando in Brazilië –20.